# Халид ибн Абдул-Азиз Аль Сауд
Ха́лид ибн Абду́л-Ази́з ибн Абдуррахма́н А́ль Сау́д (араб. خالد بن عبد العزيز بن عبد الرحمن آل سعود‎; 13 февраля 1913, Эр-Рияд — 13 июня 1982, Эт-Таиф, Саудовская Аравия) — четвёртый король Саудовской Аравии, правивший с 1975 по 1982 год. Пятый сын короля Абдул-Азиза от своей жены Аль-Джаухары бинт Мусаида аль-Джилюви.

## Биография

### Ранние годы
Родился 13 февраля 1913 года в Эр-Рияде. Пятый сын основателя и первого короля Саудовской Аравии — Абдул-Азиза Аль Сауда. Его мать — Аль-Джаухара бинт Мусаид принадлежала к племени Аль-Джилюви, боковой ветви династии Аль Сауд, чьи представительницы часто вступали в брак с представителями королевской ветви рода. Его единственным братом был принц Мухаммед (1910—1988).

## Должность
В 1932 году был назначен наместником Хиджаза, сменив своего брата Фейсала, будущего короля, которого назначили министром иностранных дел. Он был наместником до 1934 года. Затем вступил в армию и сражался против йеменских войск. После окончания войны стал в том же году министром внутренних дел.
В сентябре 1943 году посетил вместе с братом Фейсалом США, где они встретились с действующим в то время президентом Франклином Рузвельтом. 

### Наследник престола
Стал наследным принцем в 1965 году после того, как его старший брат, принц Мухаммед отказался от этого титула. До коронации работал в ООН.

### Коронация и итоги правления
25 марта 1975 года стал королём после убийства короля Фейсала собственным племянником Фейсалом ибн Мусаидом Аль Саудом.
При его правлении в Саудовской Аравии была создана современная инфраструктура, проведена реформа образования, массовое строительство  школ, усовершенствована система здравоохранения, осуществлена вторая промышленная пятилетка. Восстановил прочные внешнеполитические связи Саудовской Аравии с США.
Его именем назван Международный аэропорт Эр-Рияда. Председательствовал при открытии Совета сотрудничества арабских государств Персидского залива 25 мая 1981 года в Абу-Даби. В 1981 году был награждён Международной премией короля Фейсала.

## Смерть
Умер в воскресенье утром 13 июня 1982 году от сердечного приступа, в городе Таиф в возрасте 69 лет и был похоронен на кладбище «Аль-Уд» в Эр-Рияде.
Его преемником стал его единокровный брат наследный принц Фахд, существенно помогавший королю в управлении страной.

## Семья
У него было 6 жён. От них у него было 6 сыновей и 8 дочерей.
Среди его сыновей:
От принцессы Нуры бинт Турки бин Абдулазиз бин Абдалла бин Турки Аль Сауд:
- принц Бандар (1935—2018) — старший сын и член Семейного совета Аль Саудов для решения личных вопросов.
- принц Абдалла — Глава Фонда Короля Халида;

От принцессы Ситы бинт Фахд аль-Дамер:
- принц Фейсал (род. 1954) — Эмир Асира (2007—2018); Председатель попечительского совета Фонда Короля Халида